# Tephritis afra
Tephritis afra
 es una especie de insecto díptero del género Tephritis, familia Tephritidae.  Erich Martin Hering lo describió en 1941.
Se encuentra en Tanzania.